# Babbage (månkrater)
För andra betydelser, se Babbage.
Babbage är en nedslagskrater på månen. Babbage har fått sitt namn efter den brittiske matematikern Charles Babbage.
Kratern har en diameter på ungefär 146 km.

## Satellitkratrar
| Babbage | Latitud | Longitud | Diameter |
| ------- | ------- | -------- | -------- |
| A       | 59.0° N | 55.1° V  | 32 km    |
| B       | 57.1° N | 59.7° V  | 7 km     |
| C       | 59.1° N | 57.3° V  | 14 km    |
| D       | 58.6° N | 61.0° V  | 68 km    |
| E       | 58.5° N | 61.4° V  | 7 km     |
| U       | 60.9° N | 51.3° V  | 5 km     |
| X       | 60.2° N | 49.9° V  | 5 km     |